# Agrostophyllum philippinense
Agrostophyllum philippinense är en orkidéart som beskrevs av Oakes Ames. Agrostophyllum philippinense ingår i släktet Agrostophyllum och familjen orkidéer.
Artens utbredningsområde är Filippinerna. Inga underarter finns listade i Catalogue of Life.